# Богоявленка (Донецкая область)
Богоявленка (укр. Богоявленка) — село в Волновахском районе Донецкой области Украины.

## География
Село расположено на речке Икряной.

## История
Основано в 1836 году. В 1966 году было переименовано в Доброволье, в 2004 году было возвращено старое наименование.
В советское время село было центральной усадьбой колхоза имени Кирова Марьинского района. В 1950 году к этому колхозу были присоединены соседние колхозы «Запорожец», «Красный колос» и «Борец». В колхозе имени Кирова трудились Герои Социалистического Труда председатели колхоза Дмитрий Миронович Чернобай, Николай Петрович Борисенко, механизаторы Владимир Андреевич Латарцев, звеньевые Наталия Григорьевна Наумова и Пелагея Исидоровна Пивовар.
В 1950-е годы в селе действовала Богоявленская машинно-тракторная станция (расформирована в 1958 году), где трудились Герои Социалистического Труда комбайнёр Прокофий Свиридович Пивовар и Григорий Максимович Ровчак.
29 октября 2024 года занято российскими войсками

## Население
Население по переписи 2001 года составляет 1490 человек.

## Инфраструктура
В Богоявленке восемь улиц: Первомайская (главная улица), Капитана Акимова (раньше Октябрьская, переименована в честь односельчанина Василия Акимова, героически погибшего в Афганской войне), Шевченко, Горького, Пушкина, Щорса, Набережная, Лесная. В Богоявленке насчитывается 644 двора. Также в селе функционируют школа, детский сад, дом культуры, ФАП (фельдшерско-акушерский пункт). В 1999 году была открыта церковь на месте старого тира.
Главное направление хозяйства — выращивание зерновых, технических и кормовых культур. Развито мясо-молочное животноводство.

## Местный совет
Административный центр Богоявленского сельского совета.
Адрес местного совета: 85643, Донецкая область, Марьинский р-н, с. Богоявленка, ул. Первомайская, 60.[обновить данные]